# Thuidium inconspicuum
Thuidium inconspicuum är en bladmossart som beskrevs av Theodor Carl Karl Julius Herzog 1923. Thuidium inconspicuum ingår i släktet tujamossor, och familjen Thuidiaceae. Inga underarter finns listade i Catalogue of Life.